# 公算
| ウィキペディアには「公算」という見出しの百科事典記事はありません（タイトルに「公算」を含むページの一覧/「公算」で始まるページの一覧）。 代わりにウィクショナリーのページ「公算」が役に立つかもしれません。 |